# 戦車兵 (ウクライナ軍)
ウクライナ軍における戦車兵（ウクライナ語: Танкові війська України）とは、ウクライナ軍の兵科の一つである。

## 編成
ウクライナ軍（陸軍、空中機動軍、海兵隊）の歩兵旅団には、ほぼ必ず1個大隊の戦車部隊が付いている。
内務省の準軍事組織である国家親衛隊においても、第3特務旅団や第4即応旅団などの重装備部隊には、1個大隊戦車大隊が含まれている。
ただし、空中機動軍所属の旅団や、陸軍でも自動車化歩兵旅団や猟兵旅団などの軽装備部隊では、戦車部隊が1個中隊に削減されていたり、あるいは戦車部隊が編成に含まれていないこともある。また、領土防衛隊の編成にも戦車部隊は入っていない。
逆に戦車旅団の場合は、機械化歩兵部隊が1個大隊に削減され、戦車大隊の数が3～4個大隊に増強される。

## 隷下部隊
以下の部隊は、歩兵旅団に含まれない独立部隊のみを表記する。

### 旅団
北部作戦管区隷下
- 第1独立戦車旅団（チェルニーヒウ州ホンチャリスキ（英語版））

東部作戦管区隷下
- 第17独立戦車旅団（ドニプロペトロウシク州クルィヴィーイ・リーフ）

第9軍団隷下
- 第4独立戦車旅団（チェルニーヒウ州ホンチャリスキ（英語版））

第10軍団隷下
- 第5独立戦車旅団

第11軍団隷下
- 第3独立戦車旅団（フメリニツキー州ヤルモリネッツ（英語版））

その他
- 第14独立戦車旅団

### 連隊
- 第300教導戦車連隊（ウクライナ語版）（チェルニーヒウ州デスナ） - 第169訓練センター（ウクライナ語版）所属。

### 大隊
- 第12独立戦車大隊（チェルニーヒウ州ホンチャリスキ） - 第10軍団司令部直属。
- 教導戦車大隊（リヴィウ州スタリチ（ウクライナ語版）） - 第184訓練センター（ウクライナ語版）所属。

## 装備品
ここでは、2022年ロシアのウクライナ侵攻以前に配備されていた戦車のみ表記。
- T-64BV（ウクライナ語版）
  - T-64BM ブラート
- T-72
  - T-72AMT
- T-80BV